# Carmen Waugh
Carmen Waugh Barros (Santiago, 28 de septiembre de 1932 - ibídem, 25 de abril de 2013) fue una galerista y gestora cultural chilena. Es considerada promotora e impulsora fundamental de las artes visuales chilenas y latinoamericanas durante el siglo XX, generando durante toda su trayectoria un persistente aporte a su desarrollo y difusión a través de distintos espacios en Chile, Europa y América Latina.
Fue pionera en su país al abrir la primera galería de arte en Santiago en 1955. En 1965 abrió la Central de Arte, en un inmueble donado por el Banco Central de Chile, donde Roberto Matta expuso por primera vez en Chile. En 1969 abrió una galería de arte con su nombre en Buenos Aires, la cual dirigió hasta 1979. Entre 1968 y 1972, fue contratada por la Universidad de Chile para desempeñarse como gestora de relaciones del Instituto de Arte Latinoamericano en Santiago.
En 1972 fue la encargada de organizar las obras donadas por diversos artistas internacionales al gobierno de Salvador Allende, que posteriormente originaron el Museo de la Solidaridad Salvador Allende. Durante la dictadura militar, se exilió en países como Italia, Argentina, España y Nicaragua. A fines de los años 1980 regresó a Chile, donde continuó con un trabajo que incluyó la formación del Centro Cultural Casa Larga. Dirigió el Museo de la Solidaridad Salvador Allende entre 1991 y 2005.

## Biografía

### Inicios
El año 1954, a los 22 años, Carmen instaló —junto a su padre— un taller de marcos ubicado en un subterráneo de la calle Bandera con Agustinas, en el centro de Santiago. Que al poco andar le agrega una sala donde inicia la Galería Beaux Arts, con sus primeras exposiciones junto a los artistas que iban a enmarcar sus obras y que encontraban en ese lugar un espacio donde podían mostrar sus trabajos. Durante 10 años la galería mostró el trabajo de artistas como Nemesio Antúnez, Roser Bru, José Balmes, Gracia Barrios y Mario Carreño, entre otros y fue desde ese inicio que Carmen Waugh abre espacios expositivos en Chile, Argentina y España.
En 1965 abrió la Central de Arte, en un inmueble ubicado en la calle Moneda donado por el Banco Central de Chile, lugar en el cual Roberto Matta exhibió su trabajo por primera vez en Chile el año 1968.

### Museo de la Solidaridad e internacionalización
Entre 1968 y 1972, Carmen Waugh fue la gestora del Instituto de Arte Latinoamericano en Santiago, creado al alero de la Universidad de Chile. El año 1971, en calidad de relacionadora pública de dicho instituto, viajó a Madrid con el fin de concretar algunas donaciones de artistas españoles para lo que más tarde sería el Museo de la Solidaridad, inaugurado oficialmente el 17 de mayo de 1972 por el presidente Salvador Allende. Artistas de todo el mundo se unieron a esta causa, en solidaridad al gobierno socialista de Salvador Allende.
En 1969 abrió una galería de arte con su nombre en Buenos Aires, que se inauguró con una exposición del chileno Enrique Zañartu, para luego vincularse principalmente a artistas argentinos, que habían estado agrupados en el Instituto Di Tella, que había cerrado sus puertas, grupo que luego se denominó la «Vanguardia Argentina». La Galería Carmen Waugh en Buenos Aires permaneció abierta hasta el año 1976, debido al golpe de Estado en ese país.
Instalada desde enero de 1973 en Madrid, la recopilación de obras que realizó en España y otros países europeos —junto a Miria Contreras, más conocida como «La Payita»— es considera la etapa más importante de su carrera, siendo sus vínculos con el mundo artístico fundamentales para mantener vivo el proyecto del Museo de la Solidaridad, que tras el golpe de Estado de 1973 fue conocido como «Museo de la Resistencia», en apoyo a la resistencia del pueblo chileno durante los años de la dictadura de Augusto Pinochet. En España, su inquietud por difundir el arte latinoamericano se materializó también en iniciativas como la Galería AELE (Arte Latino Americano) y la creación de un archivo de artistas latinoamericanos en el Museo de Arte Contemporáneo de Madrid. También gestionó la primera exposición de Roberto Matta en 1974 y fue su representante para ese país y América Latina.

### Vida en Nicaragua y regreso a Chile
En 1980 se trasladó a vivir a Managua (Nicaragua), a solicitud del entonces ministro de Cultura de ese país Ernesto Cardenal, para hacer una llamado a los artistas latinoamericanos para apoyar la Revolución Sandinista; dicha colección fue denominada la convocatoria Arte de las Américas / Soldidaridad con Nicaragua, y que posteriormente conformó el Museo de Arte Contemporáneo Julio Cortázar. Trabajó también en el Ministerio de Cultura de Nicaragua, donde vivió hasta 1985.
En el 1985, de regreso a Chile después de una larga estadía en Madrid, abre junto a artistas chilenos que volvían del exilio, el Centro Cultural Casa Larga, que incluía además espacios culturales para diversas expresiones artísticas, como El Taller 99 a cargo de Nemesio Antúnez. En 1988 fue una de las fundadoras del movimiento político Independientes por el Consenso Democrático.
Ubicado en el barrio Bellavista de Santiago, este espacio fue considerado como un lugar emblemático durante la dictadura, que atrajo a personalidades de variados sectores de la sociedad quienes participaron en exposiciones, encuentros y presentaciones de libros. Una vez llegada la democracia, Carmen consideró que el espacio había cumplido con sus objetivos y una vez electo el presidente Patricio Aylwin, lo cierra.
Falleció en Santiago el 25 de abril de 2013, a los 80 años. Sus restos fueron velados en el Museo de Arte Contemporáneo de Santiago.

## Homenajes
En una ceremonia en Valparaíso en septiembre de 2008, Carmen Waugh fue homenajeada por el Consejo Nacional de la Cultura y las Artes en el marco del Día Nacional de las Artes Visuales en reconocimiento a su destacada trayectoria nacional e internacional y por su labor en la creación de «espacios para los artistas chilenos y latinoamericanos alrededor del mundo con un ímpetu especial en valorar las libertades, democracia y respeto por las personas».
En 2012, la periodista, académica y escritora chilena Faride Zerán, publica Carmen Waugh, la vida por el arte.
En 2017, el Consejo Nacional de la Cultura y las Artes creó el premio Difusión y Desarrollo de las Artes Visuales Carmen Waugh con el fin de reconocer el aporte de la galerista para las artes visuales chilenas y latinoamericanas. El galardón reconoce a una figura chilena o extranjera con residencia en Chile cuya trayectoria —de más de 15 años— sea una contribución significativa y permanente en la gestión, investigación, curatoría, reflexión, enseñanza y/o difusión nacional o internacional de las artes visuales en Chile.
Carmen Waugh fue reconocida también por diversas instituciones públicas y privadas a lo largo de su trayectoria en Chile como en el extranjero.